# Луцій Іцилій
Луцій Іцилій (*Lucius Icilius, д/н — після 448 до н. е.) — політичний діяч ранньої Римської республіки, лідер плебеїв у протистоянні з патриціями. Наречений Віргінії

## Життєпис

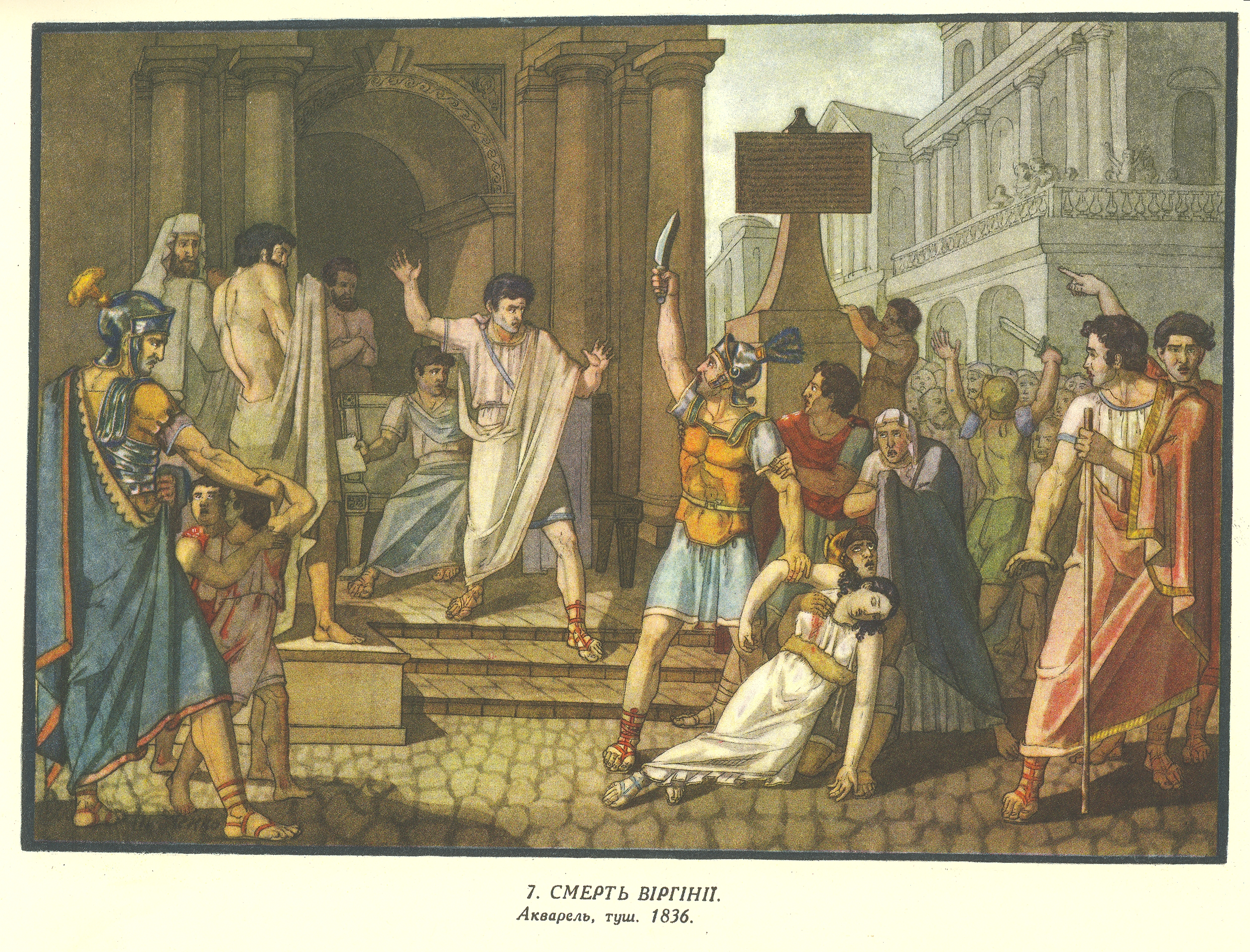
Тарас Шевченко Смерть Віргінії (1836)

Походив з впливового плебейського роду Іциліїв. Син Спурія Іцилія, онук Спурія Іцилія, ініціатора першої сецесії плебеїв 494 року до н. е. У 456 році до н. е. обирається народним трибуном. Під час своєї каденції запропонував закон, за яким плебеям надавалася земля на Авентинському пагорбі. Зрештою цей закон було прийнято в центуріатних коміціях та написано на бронзовому стовбі у храмі Діани на Авентині.
У 455 році до н. е. вдруге стає народним трибуном. Під час своєї каденції боровся з консулами Титом Ромілієм Роком Ватиканом й Гаєм Ветурієм Цікуріном, протестуючи проти їх насильств при наборі. Згодом стикнувся з патриціями стосовно аграрного закону.
У 451 році до н. е. вступився за свою наречену Віргінію, яку домагався патрицій Аппій Клавдій. В цьому йому допомагав старший брат Спурій Іцилій. У 449 році до н. е., після смерті Віргінії, підняв плебеїв на повстання проти децемвірів. На чолі із Іцилієм плебеї здійснили другу сецесію (відхід) на Священну гору. Зрештою колегію децемвірів було скасовано та відновлено вибори консулів. У 448 році до н. е. втретє обирається народним трибуном. Про подальшу долю немає відомостей.

## Родина
- Луцій Іцилій, народний триубн 412 та 409 років до н. е.